# Hundred Year Hall
Hundred Year Hall è un album dal vivo del gruppo rock statunitense Grateful Dead, pubblicato nel 1995.
Il disco è stato registrato nel 1972 ed è il primo pubblicato dopo la morte di Jerry Garcia.

## Tracce
Disco 1
1. Bertha (Jerry Garcia, Robert Hunter) – 5:41
2. Me and My Uncle (John Phillips) – 3:05
3. Next Time You See Me (Earl Forest, William Harvey) – 4:15
4. China Cat Sunflower (Garcia, Hunter) – 5:14
5. I Know You Rider (tradizionale) – 5:14
6. Jack Straw (Bob Weir, Hunter) – 4:47
7. Big Railroad Blues (Noah Lewis) – 3:54
8. Playing in the Band (Weir, Mickey Hart, Hunter) – 9:17
9. Turn On Your Love Light (Deadric Malone, Joseph Scott) – 19:13
10. Goin' Down the Road Feelin' Bad (tradizionale) – 7:32
11. One More Saturday Night (Weir) – 4:44

Disco 2
1. Truckin' (Garcia, Weir, Phil Lesh, Hunter) – 17:45
2. The Other One (Weir, Kreutzman) – 36:29
3. Comes a Time (Garcia, Hunter) – 6:45
4. Sugar Magnolia (Weir, Hunter) – 7:23

## Formazione
- Jerry Garcia - chitarra, voce
- Bob Weir - chitarra, voce
- Phil Lesh - basso, voce
- Ron "Pigpen" McKernan - armonica, voce
- Keith Godchaux - piano
- Donna Godchaux - voce
- Bill Kreutzman - batteria